# Grady Booch

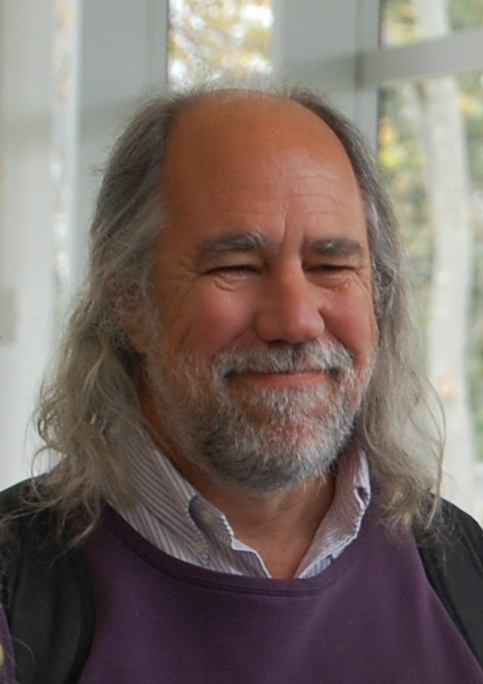
Grady Booch en 2011.

Grady Booch (27 de febrero de 1955) es un diseñador de software, un metodologista de software y entusiasta del diseño de patrones. Es director científico de Rational Software (ahora parte de IBM) y editor de una serie de Benjamin/Cummings. En 1995 se recibió como miembro de la Asociación de Maquinaria Computacional (ACM). Fue nombrado socio de IBM en 2003. 
Es más conocido por el desarrollo del Lenguaje Unificado de Modelado (UML), junto con Ivar Jacobson y James Rumbaugh. También desarrolló el método Booch de desarrollo de software, el que presenta en su libro Análisis y diseño orientado a objetos. Él aconseja la adición de más clases para simplificar códigos complejos. 
Obtuvo su licenciatura en 1977 en la Academia de la Fuerza Aérea de los Estados Unidos y un máster en ingeniería eléctrica en 1979 de la Universidad de California, en Santa Bárbara.